# Альвиани, Джетулио
Джетулио Альвиани (итал. Getulio Alviani, 5 сентября 1939; Удине — 24 февраля 2018; Милан) — итальянский художник, живший и работавший в Милане. Он получил признание на международном уровне как мастер оптико-кинетического искусства.

## Биография и творчество
Альвиани родился в Удине, где с детства проявился его талант к дизайну и геометрическому рисунку. Он поступил в Венецианскую художественную школу, но вскоре обнаружилось, что сама учёба его мало интересует. Альвиани целые дни проводил в музеях Венеции в созерцании классических шедевров. Он также начал создавать небольшие работы для местных архитекторов и помогал местным художникам в написании офортов.
Первой серией его работ стали «Провода», источником вдохновения для которой послужили подвесные электрические провода. Увлечённый некоторыми полированными алюминиевыми поверхностями, найденными на фабрике, на которой он трудился, Альвиани после последующей полировки и истирания создал свою работу «Вибрирующие поверхности текстуры» (итал. Superfici a testura vibratile), завоевавшую признание на международном уровне. В 1961 году он был приглашён на загребскую выставку «Новые тенденции» (хорв. Nove Tendencije) вместе с другими художниками, работавшими в том же направлении и исследующими возможности динамичного искусства, которое взаимодействует со зрителем. Альвиани начал обмениваться идеями с такими художниками, как Хулио Ле Парк, Франсуа Морелле и Энрико Кастеллани, активно участвуя в деятельности G.R.A.V., Группы по исследованию визуального искусства (фр. Groupe de Recherche d'Art Visuelle), в Париже.
В 1962 году Альвиани переехал в Милан, где подружился с Пьеро Мандзони и Лучо Фонтаной, которые очень интересовались его работами и купили некоторые из его «поверхностей». Он также работал с другими известными художниками, такими как Макс Билль, Бруно Мунари и Джозеф Альберс. В 1964 году он был приглашен на Венецианскую биеннале, успешно поделив выделенное пространство с Энрико Кастеллани.
В 1965 году художник принял участие в выставке «Responsive Eye» в Нью-Йоркском музее современного искусства вместе с другими художниками, связанными с кинетическим и программированным искусством. Одна из его работ была приобретена этим музеем и использована в качестве плакатного изображения для следующей выставки музея «Новые приобретения». В 1968 году он был приглашён на выставку «documenta 4».
В течение 1970-х годов он путешествовал по Южной Америке и принял, по просьбе Хесуса Рафаэля Сото, пост директора Музея современного искусства Хесуса Сото в городе Сьюдад-Боливар (Венесуэла). Работы Альвиани вновь включались в Венецианскую биеннале в 1984, 1986 и 1993 годах. Он также выставлялся на Триеннале в Милане, в Кунстхаусе в Граце, в Палаццо Делле Папессе в Сиене, в Академии Франции в Риме, на Биеннале в Буэнос-Айресе, на передвижной выставке «Свет, движение и программирование» и в Римской квадриеннале.
Альвиани — автор книги о Джозефе Альберсе (1988). Он также редактировал с Джанкарло Паулетто книгу о Мишеле Сёфоре (1987), а также дополнил своими фотографиями книгу Паулетто и Маргарет А. Миллер о Ричарде Анушкевиче (1988).

## Публикации
- Getulio Alviani, Giancarlo Pauletto, Michel Seuphor, Concordia Sette, Pordenone, 1987
- Giancarlo Pauletto, Margaret A. Miller, Richard Anuszkiewicz: Opere 1961—1987, photographs by Getulio Alviani, Centro Iniziative Culturali, Pordenone, 1988
- Getulio Alviani, Josef Albers, L’arca edizioni, Pordenone, 1988, ISBN 978-8878380011